# Balé no Brasil

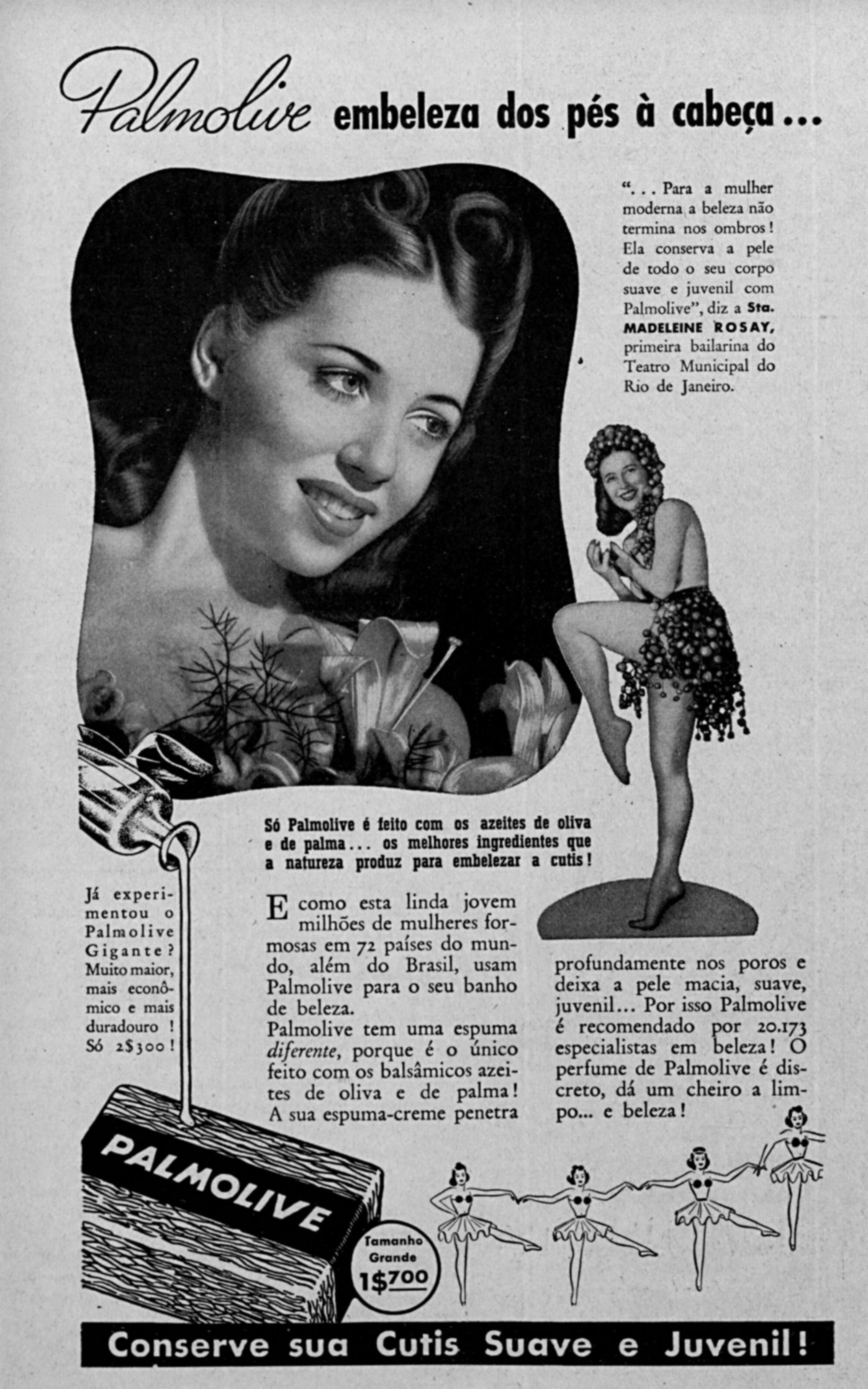
A primeira-bailarina do Municipal do Rio, Madeleine Rosay, ilustrando propaganda em 1942.

O balé no Brasil ou balé brasileiro, refere-se ao balé produzido e encenado em território brasileiro e à sua história, no país.

## Histórico
Acredita-se que o primeiro balé feito no Brasil foi dirigido por Lacombe e apresentado no Real Teatro de São João, Rio de Janeiro, em 1813. Um século depois, a atuação da companhia de Diaghilev (com Nijinski, Massine, Tamara Karsavina e Lidia Lepokova), no Teatro Municipal do Rio de Janeiro, seguida da visita da Companhia de Ana Pavlova, iníciando um permanente interesse pelo balé no Brasil.
Em 1927, a escola de dança do Teatro Municipal foi fundada por Maria Olenewa, e ali se formaram Madeleine Rosay, Leda Yuqui, Berta Rosanova, Carlos Leite, Marília Gremo e outros. Foram criados outros corpos de baile por Vaslav Veltcheck em São Paulo, onde avultam os nomes dos bailarinos Alexander Yolas, Juliana Yanakieva e Yuco Lindberg; por Aurélio Milloss, denominado balé do IV Centenário, com Raul Severo, Edith Pudelko e Addy Ador; por Carlos Leite e Sansão Castelo Branco, denominado Balé da Juventude, em que surgem Tamara Capeller e Ilma Lemos Cunha; e por Tatiana Leskova, Nina Verchinina, Dalal Achcar, com o Balé do Rio de Janeiro.
Entre os bailarinos brasileiros da modernidade, cumpre citar Davi Dupré, Aldo Lotufo, Marcia Haydée, Marcos Veniciu, Beatriz Consuelo, Sandra Dicken, Dennis Gray, Alice Colino, Ana Botafogo, e Noêmia Wainer. Quantos aos compositores que contribuíram com partituras originais, temos Villa-Lobos, Lorenzo Fernande, Luís Cosme, Alberto Nepomuceno, Heckel Tavares, Cláudio Santoro.
Na cenografia, destacam-se os nomes de Di Cavalcanti, Burle Marx, Nilson Penna, Belá Paes Leme, Darci Penteado e Fernando Pamplona. Outros autores, e até poetas,(- parei aqui) como Manuel Bandeira e Vinicius de Moraes, apesar de não serem associados ao balé, em determinado momento contribuíram com libretos em português. As obras mais estimadas do balé brasileiro são Uirapuru, Zuimaalúti, O Garatuja, O Descobrimento do Brasil, Maracatu de Chico Rei e Salamanca do Jarau.